# MG3
A MG3 egy 7,62x51 mm NATO lőszert tüzelő általános célú német géppuska, mely a második világháborús MG42 géppuskán alapul. A csőhátrasiklásos működési elvet alkalmazó fegyver elméleti tűzgyorsasága 1000-1200 lövés percenként, ami nagyon magasnak számít a kategóriáján belül. A fegyvert a második világháború után újjáéledő német haderő, a Bundeswehr rendszeresítette először, de napjainkra az egyik legelterjedtebb 7,62 mm-es géppuska lett. Számos ország gyártja licenc alapján, illetve mintegy 50 ország fegyveres erői alkalmazzák a típust.

A német haderőben az MG4 és MG5 típusú géppuskák váltják le, de több mint egymilliós legyártott mennyiségnek köszönhetően még várhatóan évtizedekig jelen lesz a világban. 

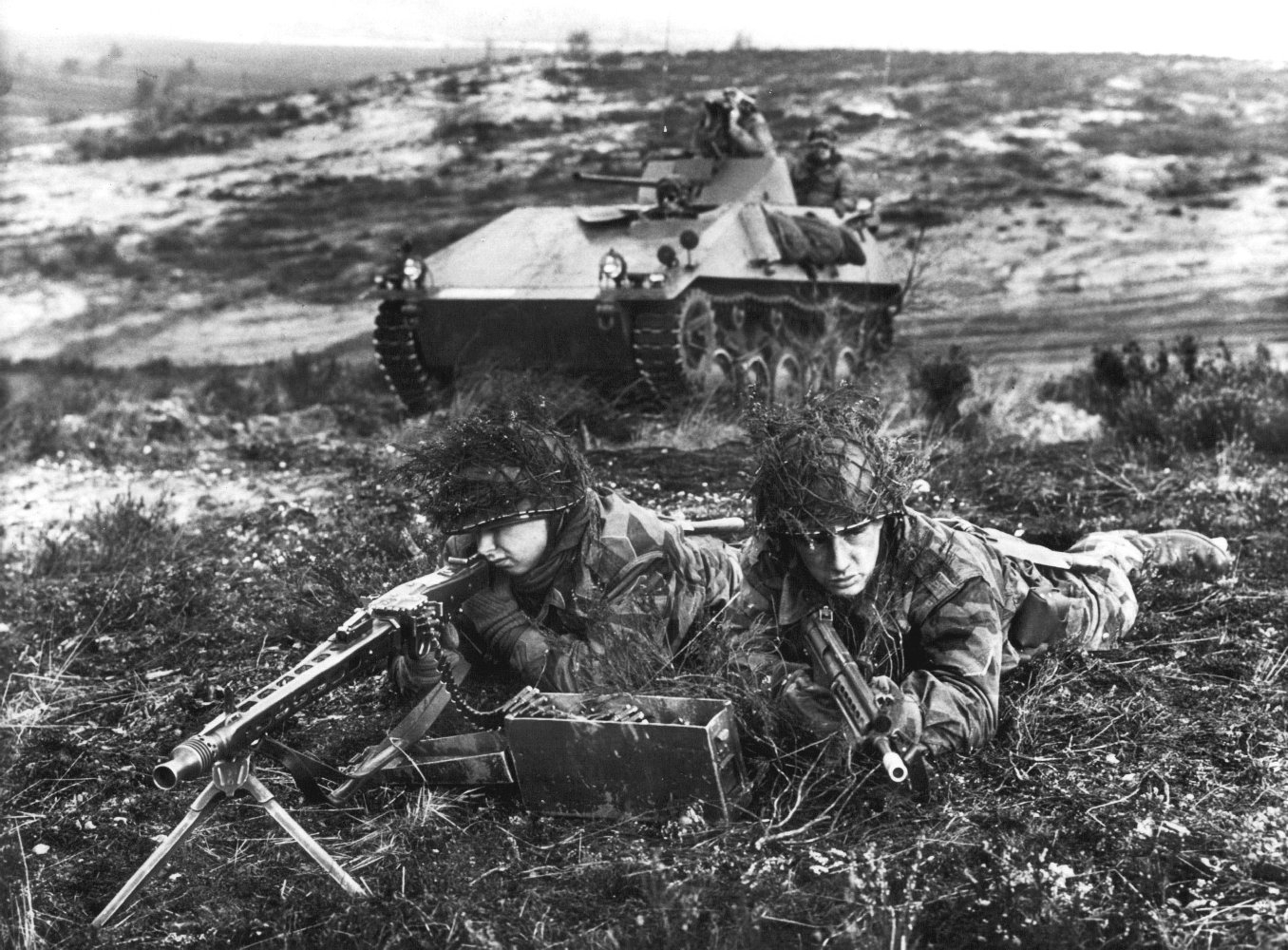
Nyugat-német lövészek MG3 géppuskával (1960)
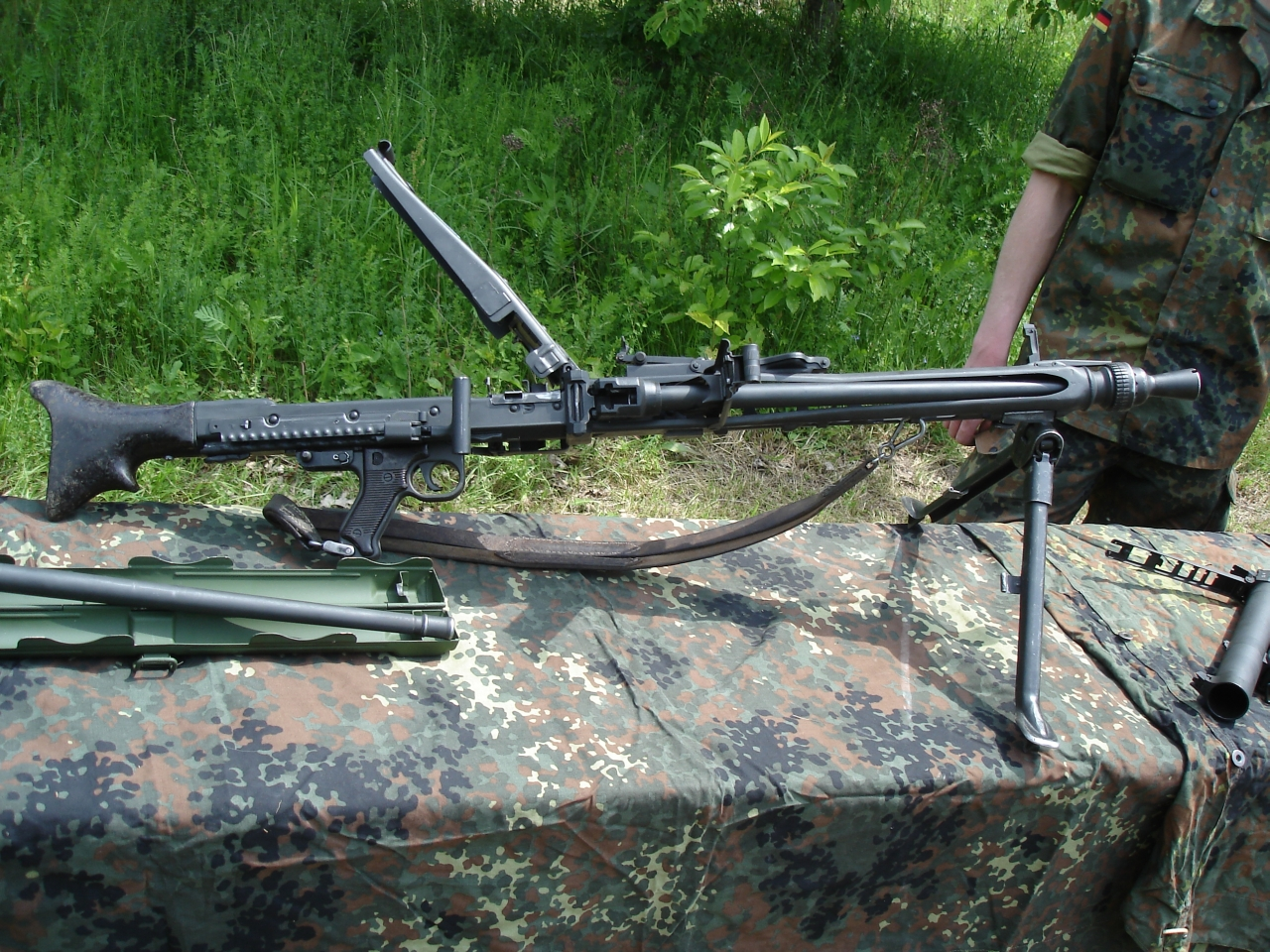
MG3 felnyitott fedéllel
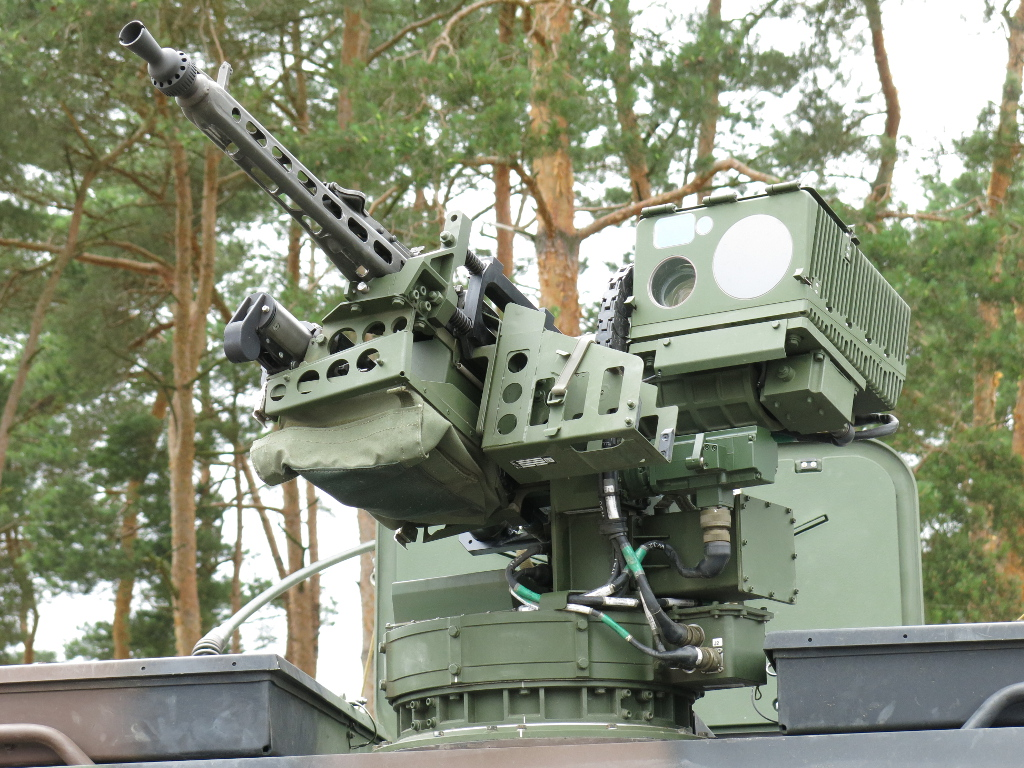
MG3 FLW 100 távirányított fegyverrendszerbe fogva